# Sopley
Sopley – wieś i civil parish w Anglii, w hrabstwie Hampshire, w dystrykcie New Forest. Leży 43 km na południowy zachód od miasta Winchester i 142 km na południowy zachód od Londynu. W 2011 roku civil parish liczyła 828 mieszkańców. Sopley jest wspomniana w Domesday Book (1086) jako Sopelie.